# DJ天国!クジラジオ
DJ天国!クジラジオ（ディージェイてんごく!クジラジオ）は徳島・四国放送制作のリスナー参加型ラジオバラエティー番組。1999年10月〜2004年9月に放送された。各地方局がこの時間帯の番組を全国ネットの番組で埋める傾向になった時代の数少ないローカル番組であり、徳島だけでなく、電波がよく届く和歌山・兵庫県姫路周辺で人気を博していた。2004年3月末にこの番組を立ち上げた担当ディレクター大野逸次(大野D)が人事異動によりクジラジオから離脱。2004年9月24日番組終了、5年間の歴史に幕を閉じた。同番組打ち切り以降、同局による同枠内での自社製作を縮小することとなった。

## 放送時間
- 毎週火曜〜金曜 21:00〜23:45（開始〜2000年3月）
- 毎週火曜〜金曜 21:00〜24:00（2000年4月〜終了、ナイターイン期はナイター終了時間によって放送開始が繰り下がり）

## 番組の構成
番組は3つのジャンルに分かれており、パーソナリティーによるトーク（主にオープニング）・リスナーからの電話コーナー・リスナーの投稿によるネタコーナーで構成されている。

### 電話コーナー
電話コーナーは「私は誰でしょう？」「留守電天国」「クイズクジオネア」「耳ダンボクイズ」と毎日ある「新人さんいらっしゃい」がある（過去に入れ替わったコーナー有り）。特に耳ダンボクイズの3人ハミングクイズの罰ゲームはリスナーに人気がある。四国放送近くのサンクスへ買い物をするシリーズは野次馬ができるぐらいである。

### ネタコーナー
ネタコーナーは1日4コーナー、全16コーナー用意されており、代表コーナーは「ささやかな幸せ」「そうかもしれない」「クジラジオジングル大作戦」「クジラジオ川柳道場」「アメリカンジョーク」など。
ネタコーナーは改変の周期に差があり3ヶ月ちょっとで終了するコーナーから番組開始当初から続いているコーナーまで様々。

### バックステージパス
この番組の特徴的なノベルティーグッズ。このカードがあれば番組放送中いつでもスタジオ内に参加することができた。また参加者が多いときを除き、DJと同じテーブルで見学することができたほか、ネタコーナーなどでDJからトークを振られることもあった。番組開始当初は電話コーナーの商品として放出され、また1枚あれば何度でも参加することができたが、「番組に参加できること」の価値をあげることと、参加者の「固定客」化を避ける意味合いもあってか、後期はネタコーナーの最優秀者のみに、また1枚で1度の参加のみとなった。

## パーソナリティー
- 火・水
  - 豪徳寺康成（豪ちゃん）
  - 美馬弘一郎（ニャンコパパ）
  - 居村章子（アッコちゃん） - 2004年3月より休養
  - 尾崎愛梨（アイアイ） - 2004年4月より
- 木・金
  - 山下アキラ（山ア）
  - 奥田智子（ともとも） - 2003年3月卒業
  - 尾崎愛梨（アイアイ） - 2003年4月より

火・水担当の豪徳寺と美馬は「すだち」というアコースティックデュオとして活躍しており、現在までに自主制作で3枚のCDをリリースしている。3枚目の「にこめ」はNHKのローカル番組でCD売り上げランキングベスト10に入り少々話題になった。四国大学短期大学部音楽科講師の肩書きも持つ山下は、ギタリストとして活躍した後ギターショップで働いており、番組内でも凄腕ギターテクを即興演奏で披露している。居村・奥田はともに四国放送やNHK徳島放送局、ケーブルテレビ局などでリポーターとして活躍していた。尾崎は徳島市内でネイルアーティストとして活躍中。

## 番組にゲスト出演経験のある有名人
新崎人生、後藤田正純など　　　